# Palmeria
Genre
Palmeria est un genre monotypique de passereaux de la famille des Fringillidae.

## Liste des espèces
Selon la classification de référence du Congrès ornithologique international (version 6.4, 2016) :
- Palmeria dolei (Wilson, SB, 1891)